# سينو ترانس المحدودة
سينو ترانس المحدودة هي واحدة من أكبر شركات الخدمات اللوجستية في الصين  ، كما تقدم خدمات الدعم بما في ذلك خدمات التخزين والخدمات الطرفية والنقل بالشاحنات والنقل البحري.
تأسست الشركة في عام 2002 وأدرجت في بورصة هونغ كونغ في عام 2003 كأداة للأعمال الأساسية والأصول والموظفين في شركة النقل الوطنية للتجارة الخارجية الصينية (مجموعة) المملوكة للدولة . في عام 2009 ، أعيد تنظيم الشركة مع شركة تشانجيانغ الوطنية للشحن البحري (مجموعة) ( CSC ) لتشكيل ساينو ترانس آند سي إس سي هولدنجز. حصل الاندماج الاستراتيجي لهذه الشركة الجديدة مع مجموعة الصين للتجارة على موافقة من مجلس الدولة لجمهورية الصين الشعبية في ديسمبر 2015 ، وبحلول أبريل 2017 ، أصبحت سينو ترانس المحدودة ( وفرعتها السابقة سينو ترانس للشحن) شركات تابعة مباشرة لمجموعة الصين للشحن .